# 納斯卡
納斯卡是秘魯的城市，位於該國西南部，由伊卡大區負責管轄，距離首都利馬450公里，海拔高度520米，始建於1591年11月17日，人口約23,000。
该城名称源自纳斯卡文明，该文明盛行于公元前100年至公元800年。纳斯卡文明正是该城周围纳斯卡线的创造者。

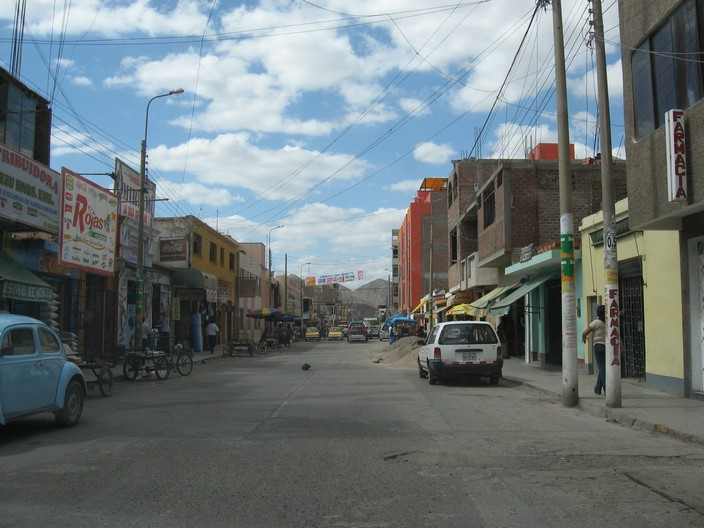
纳斯卡街景

14°49′44″S 74°56′37″W / 14.82889°S 74.94361°W

## 气候

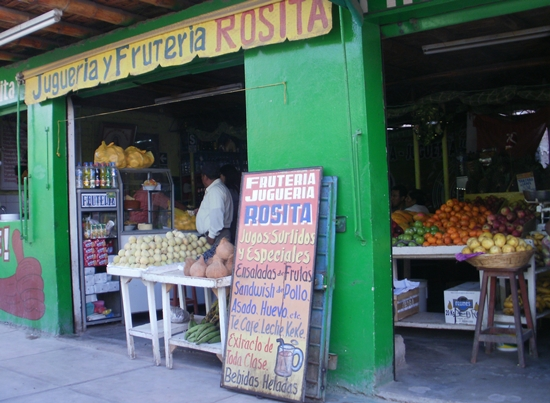
在纳斯卡的某农贸市场附近，一个卖三明治的水果摊早早开门营业

纳斯卡是世界上最干旱的地区之一，年平均降水量为4毫米。纳斯卡的天气候由洪堡凉流控制的，洪堡凉流把南极洲的水带到南美洲西海岸。这种冰冷的海水冷却了空气，限制了云层中水分的积累；故，虽然云和雾能够形成，但几乎没有雨。
纳斯卡的气温在10到32摄氏度之间，日均最高气温为21摄氏度。从11月到3月的夏季干燥而炎热。在6月至8月的冬季，来自海岸的雾在山上滚动，使该城保持着温和的温度范围；但是，强烈的阳光使白天显得比以前更热。
| Nazca             | Nazca       | Nazca       | Nazca       | Nazca       | Nazca       | Nazca       | Nazca       | Nazca       | Nazca       | Nazca       | Nazca       | Nazca       | Nazca       |
| 月份              | 1月         | 2月         | 3月         | 4月         | 5月         | 6月         | 7月         | 8月         | 9月         | 10月        | 11月        | 12月        | 全年        |
| ----------------- | ----------- | ----------- | ----------- | ----------- | ----------- | ----------- | ----------- | ----------- | ----------- | ----------- | ----------- | ----------- | ----------- |
| 平均高温 °C（°F） | 31.8 (89.2) | 32.4 (90.3) | 32.6 (90.7) | 31.6 (88.9) | 29.9 (85.8) | 27.6 (81.7) | 27.0 (80.6) | 28.2 (82.8) | 29.7 (85.5) | 31.1 (88.0) | 31.5 (88.7) | 31.8 (89.2) | 30.4 (86.7) |
| 平均低温 °C（°F） | 17.5 (63.5) | 18.1 (64.6) | 17.2 (63.0) | 15.6 (60.1) | 11.3 (52.3) | 8.1 (46.6)  | 7.2 (45.0)  | 7.9 (46.2)  | 9.3 (48.7)  | 11.5 (52.7) | 13.4 (56.1) | 15.9 (60.6) | 12.8 (55.0) |
| 平均降水量 mm（） | 0.7 (0.03)  | 0.8 (0.03)  | 0.2 (0.01)  | 0.0 (0.0)   | 0.0 (0.0)   | 0.0 (0.0)   | 0.3 (0.01)  | 0.0 (0.0)   | 0.0 (0.0)   | 0.0 (0.0)   | 0.0 (0.0)   | 0.1 (0.00)  | 2.1 (0.08)  |
| 来源：SENAMHI     |             |             |             |             |             |             |             |             |             |             |             |             |             |

## 历史

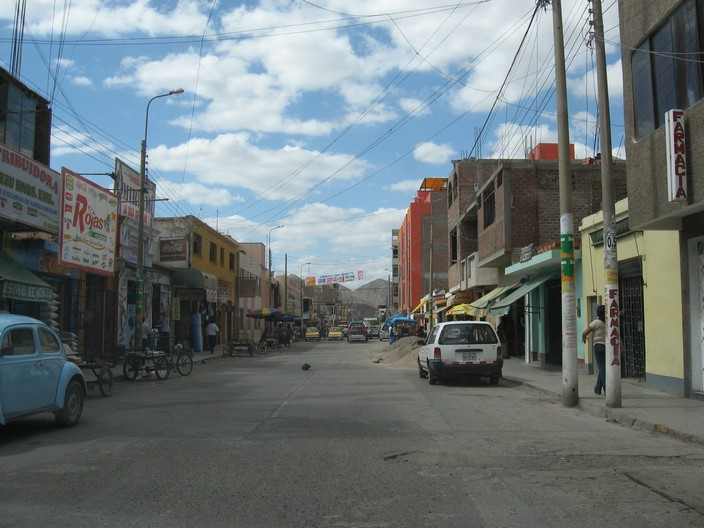
纳斯卡城

在西班牙殖民时期，纳斯卡以葡萄栽培闻名，生产葡萄酒和葡萄白兰地（aguardiente de la uva）。如今，这个地方被称为皮斯科，以同名的著名港口命名。在当地，白兰地被称为纳斯卡。 这些产品广泛分布于秘鲁及其他地区的总督府。
纳斯卡最大的葡萄园位于富饶的Ingenio山谷，是耶稣会传教士和牧师的财产。
今天，圣哈维尔（San Javier）和圣何塞（San José）镇以18世纪耶稣会管理这些庄园时建造的大型巴洛克教堂的废墟而闻名。 1767年，西班牙国王查理三世驱逐了耶稣会，之后，王室没收了这些财产并将其作为王室财产进行管理。

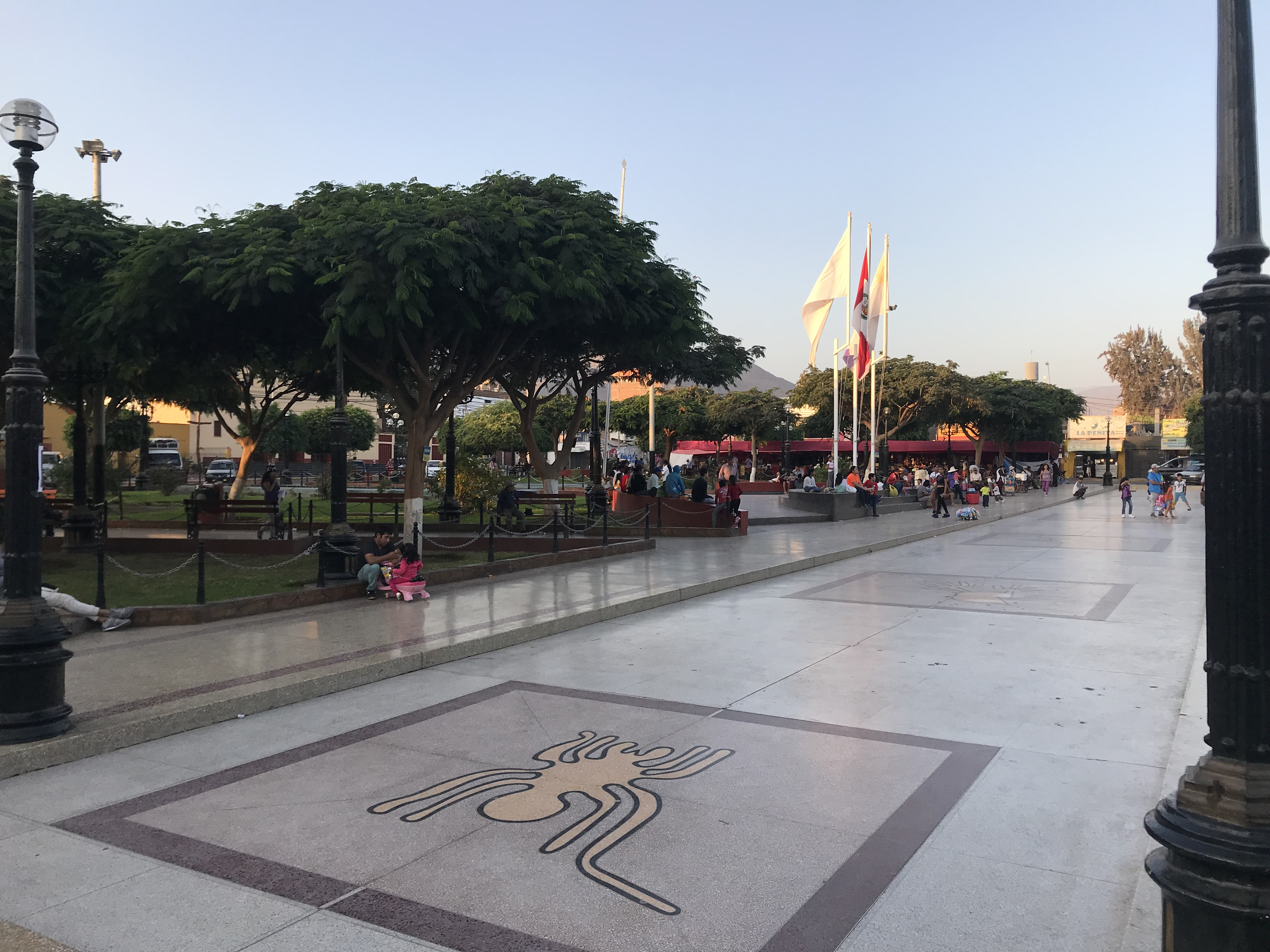
纳斯卡城市广场

纳斯卡镇建于1821年8月29日。1855年7月2日，它被升格为一个地区，然后在1941年1月23日成为一个省。
纳斯卡在21世纪仍然有着干燥的气候。在印加时期与印加时期之前，纳斯卡拥有着强大的水利工程，水通过地下分支的过滤廊道（filtration galleries）进入，这些分支被称为渡槽（aqueducts）。这些水利系统的开口被称为Puquios。在已知的36个Puquios中，大多数仍在继续使用，以灌溉农田并满足家庭需求。

## 纳斯卡线

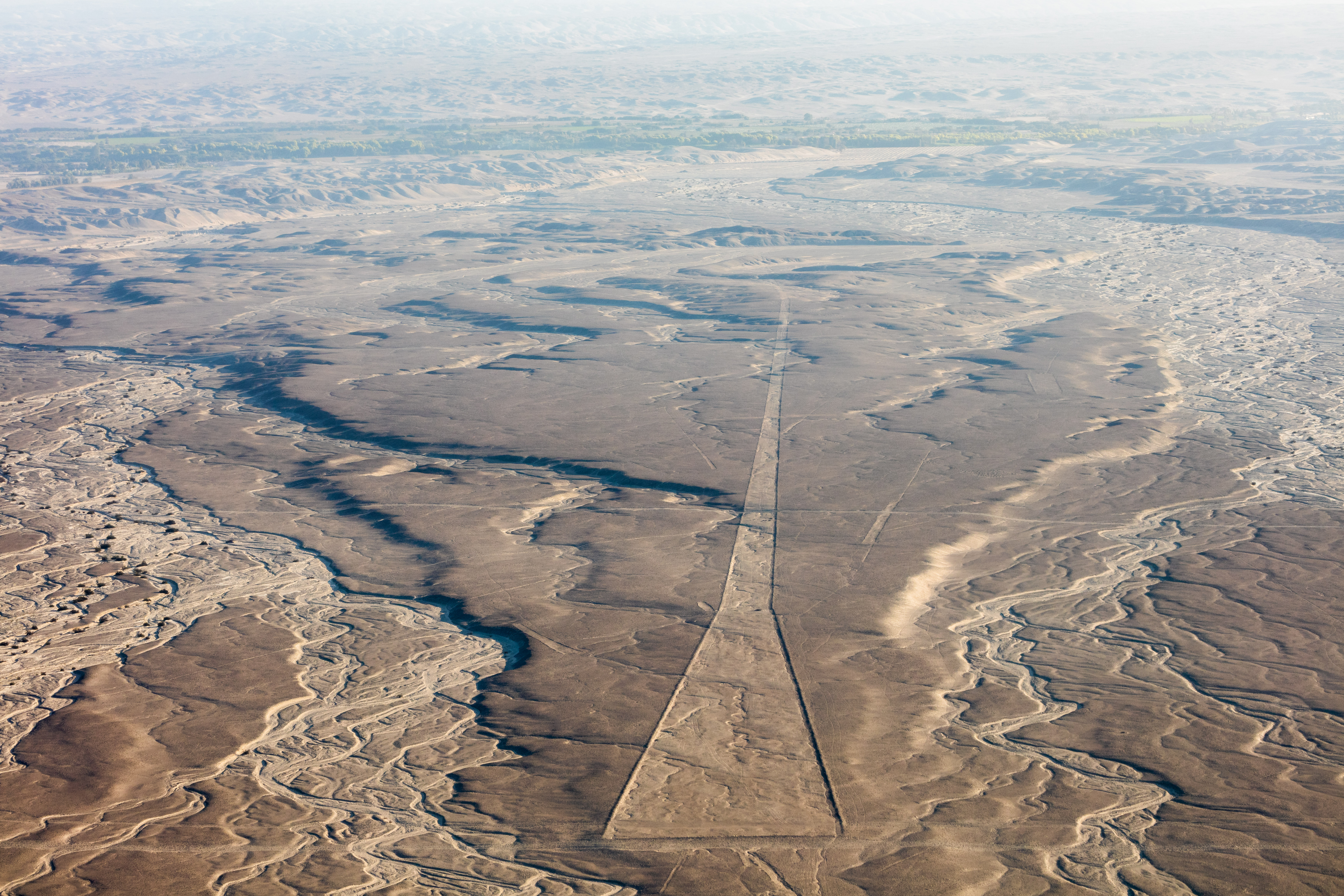
纳斯卡线

纳斯卡文明以纳斯卡线闻名，这是一个由公元前500年至公元500的等级社会实施的复杂建筑项目。与“只能从飞机上看到线条和图形”的普遍看法相反，在周围的山麓丘陵和其他高处也可以看到它们。纳斯卡线有数种动物和集合图案。
联合国教科文组织于1994年宣布纳斯卡线为世界遗产。